# Paris incompleta
Paris incompleta är en nysrotsväxtart som beskrevs av Friedrich August Marschall von Bieberstein. Paris incompleta ingår i släktet ormbärssläktet, och familjen nysrotsväxter. Inga underarter finns listade.

## Bildgalleri

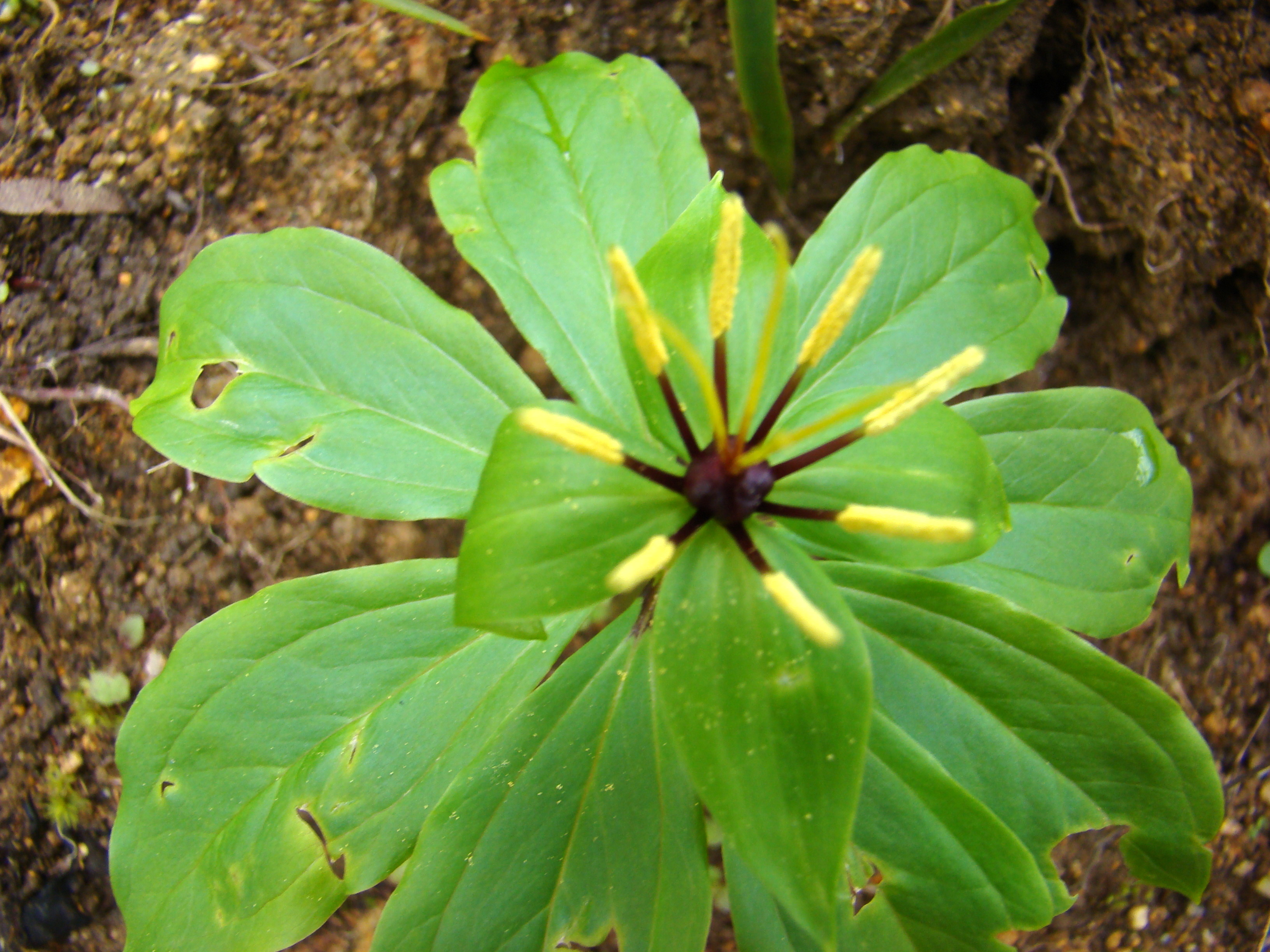